# مربولتیتسه
مربولتیتسه (به چکی: Merboltice) یک منطقهٔ مسکونی در جمهوری چک است که در ناحیه دیتشین واقع شده‌است. مربولتیتسه ۸٫۲۵ کیلومتر مربع مساحت و ۱۷۵ نفر جمعیت دارد.